# 富士見市議会
富士見市議会（ふじみしぎかい）は、埼玉県富士見市に設置されている地方議会である。

## 概要
- 定数 - 21人
- 任期：2025年（令和7年）4月1日 - 2029年（令和11年）3月31日[1]
- 議長 - 勝山祥（草の根）
- 副議長 - 佐野正幸（21・未来クラブ）

## 運営

### 会期
富士見市議会の定例会は、毎年3月、6月、9月及び12月に召集され、その他にも必要に応じて臨時会が開催される。

## 会派
| 会派名         | 議席数 | 議員名                                       | 女性議員数 | 女性議員の比率(%) |
| -------------- | ------ | -------------------------------------------- | ---------- | ----------------- |
| 21・未来クラブ | 5      | 斉藤隆浩、田中栄志、佐野正幸、小泉陽、松本剛 | 0          | 0.0               |
| 草の根         | 5      | 村元寛、加賀奈々恵、熊谷麗、勝山祥、今成優太 | 2          | 40.0              |
| 公明党         | 4      | 篠田剛、篠原通裕、山下淑子、深瀬優子         | 2          | 50.0              |
| 日本共産党     | 4      | 木村邦憲、宮尾玲、小川匠、川畑勝弘           | 1          | 25.0              |
| 立憲           | 1      | 根岸操                                       | 0          | 0.0               |
| 日本維新の会   | 1      | 伊勢田幸正                                   | 0          | 0.0               |
| 国民民主党     | １     | 堀航大                                       | 0          | 0.0               |
| 計             | 21     |                                              | 5          | 23.8              |

※2023年6月1日現在。議長、副議長を含む。

## 出来事
- 2024年3月13日、加賀奈々恵議員が、市議会でトランスジェンダーをめぐり「生殖器を手術しても、『性別』は変えられない」「（性自認を尊重する施策により）女性専用の空間への男性の侵入、子どもに対する不適切な処置の懸念がある」「教育で心の性の概念を教える危険性は著しい」などと発言し[3]、トランスジェンダーの人権を侵害する発言であると議会で問題視された[4][5]。加賀議員は、2023年11月にも「児童養護施設の一部で性の多様性の取り組みの一環として男子寮、女子寮が撤廃された」などと誤情報を流していた[4][6]。